# Tradescantia virginiana
Tradescantia virginiana  es una especie de planta fanerógama en la familia  Commelinaceae. 

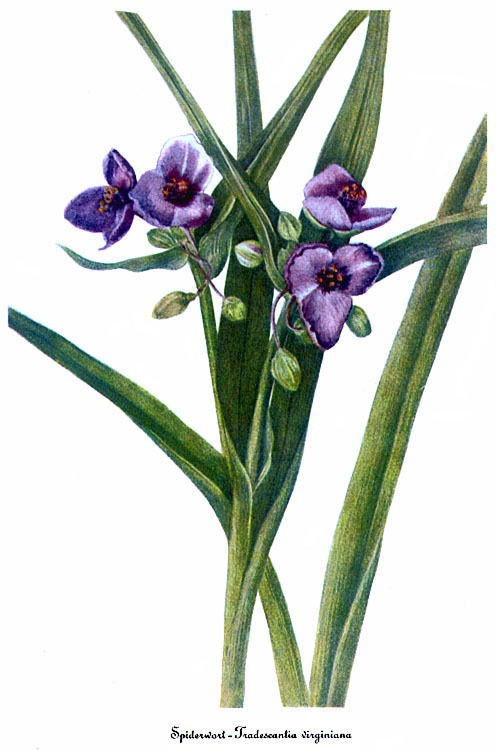
Ilustración

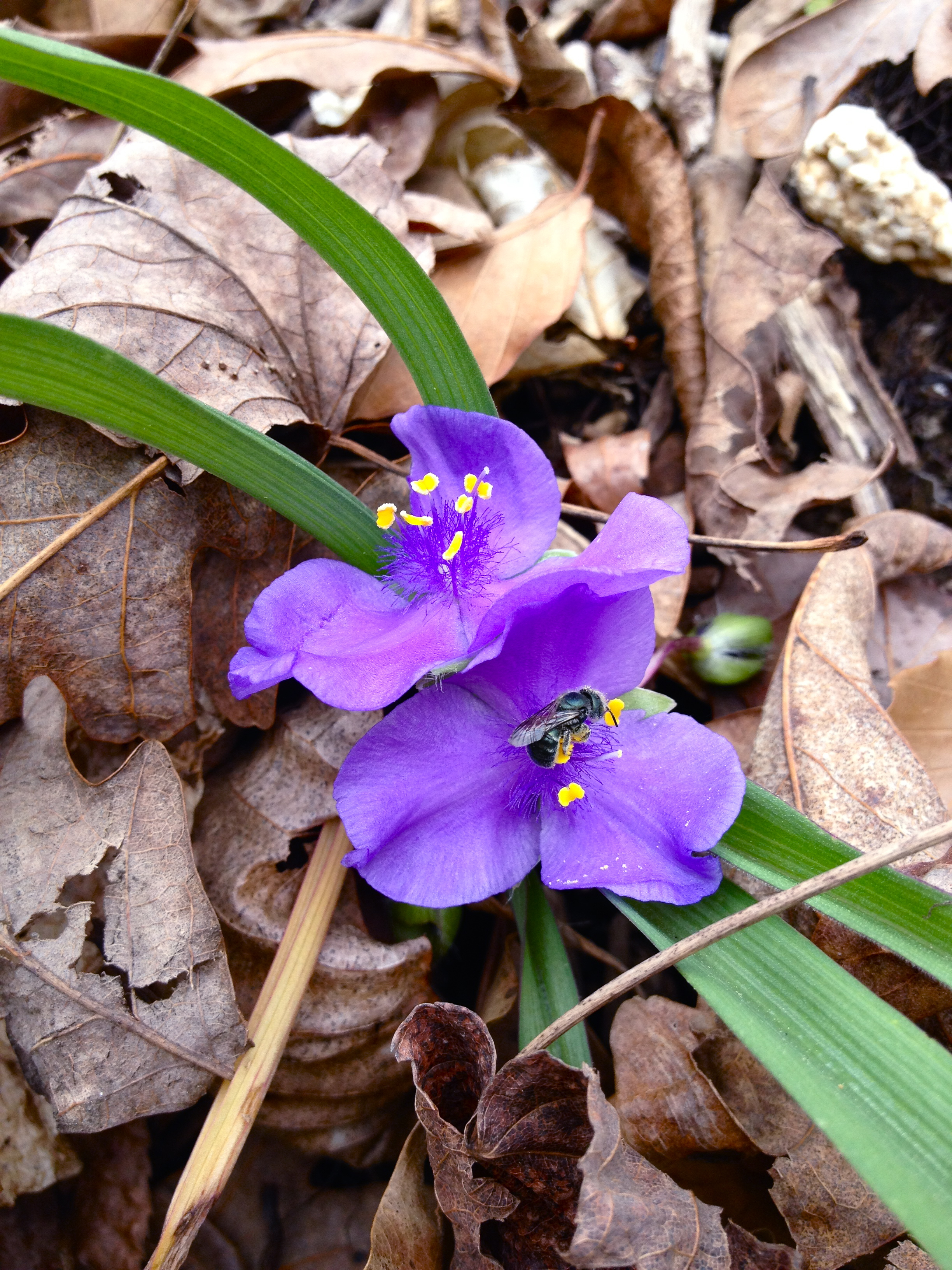
Planta con flor

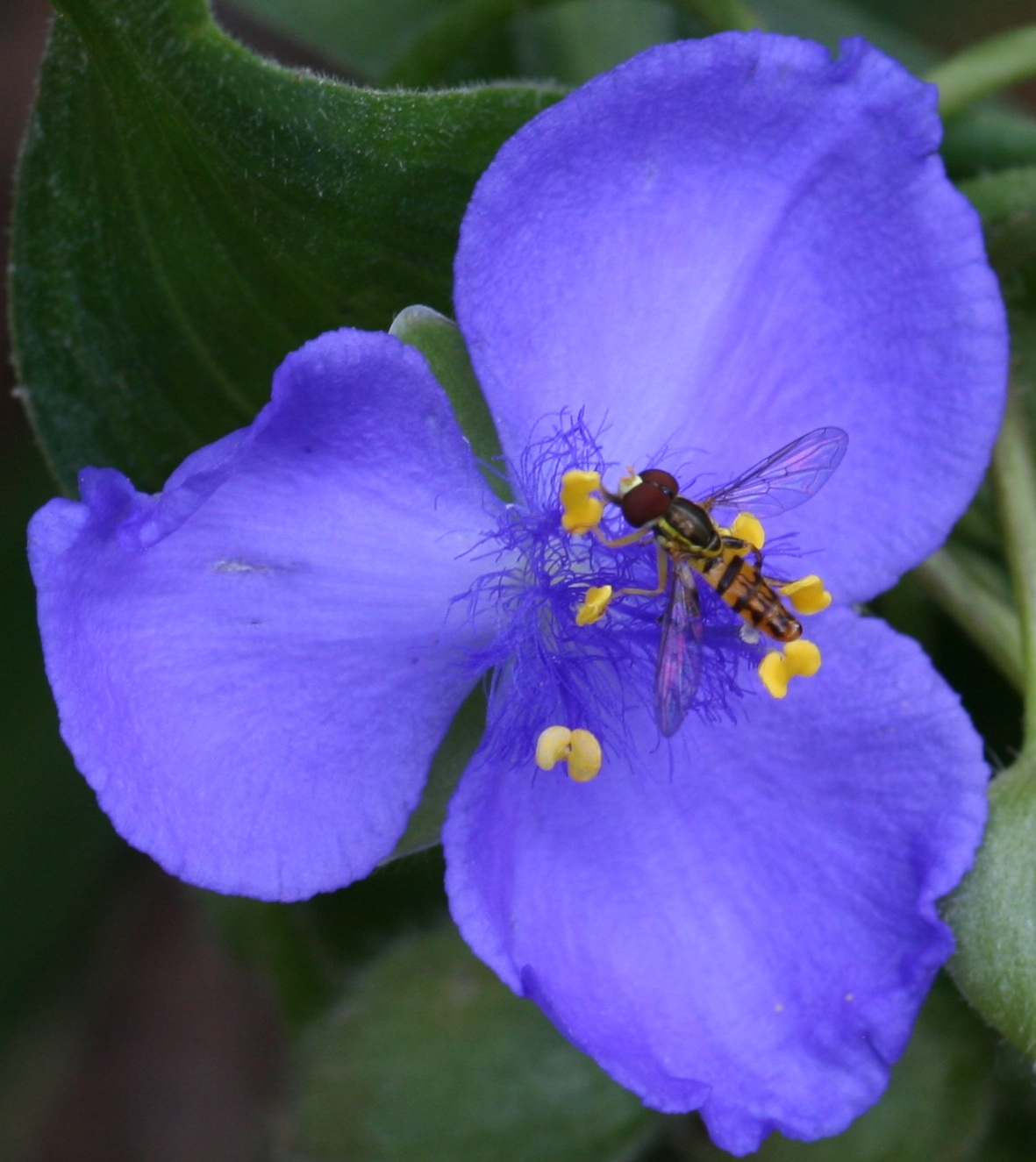
Detalle de la flor

## Descripción
Tradescantia virginiana es una herbácea con hojas alternas, simples, en tallos tubulares. Flores azules, púrpuras, o blancas, en verano.

## Taxonomía
Tradescantia virginiana fue descrito por Carlos Linneo  y publicado en Species Plantarum 1: 288. 1753.
Tradescantia: nombre genérico que Carlos Linneo dedicó en honor de John Tradescant Jr. (1608-1662), naturalista y viajero, quien introdujo en el Reino Unido numerosas especies de plantas americanas recolectadas en las tres expediciones que realizó a Virginia (Estados Unidos).
virginiana: epíteto geográfico que alude a su localización en Virginia.
Sinonimia
- Ephemerum congestum Moench
- Knowlesia spicata (Knowles & Westc.) Hassk.
- Leiandra divaricata (Raf.) Raf.
- Tradescantia albida Kunth ex C.B.Clarke
- Tradescantia axillaris Raf.
- Tradescantia axillaris var. flexuosa (Raf.) Raf.
- Tradescantia barbata Raf.
- Tradescantia brevicaulis Raf.
- Tradescantia caricifolia Hook.
- Tradescantia ciliata Kunth
- Tradescantia congesta (Moench) Penny ex Loudon
- Tradescantia crinigera Nees
- Tradescantia cristata Walter
- Tradescantia divaricata Raf.
- Tradescantia elata Lodd.
- Tradescantia flexuosa Raf.
- Tradescantia glabra C.B.Clarke
- Tradescantia levigata Raf.
- Tradescantia lyonii Steud. ex Schltdl.
- Tradescantia pilosissima Fraser ex Schult. & Schult.f.
- Tradescantia pumila Raf.
- Tradescantia rupestris Raf.
- Tradescantia speciosa Salisb.
- Tradescantia spicata Knowles & Westc.
- Tradescantia splendens K.Koch & C.D.Bouché
- Tradescantia trachyloma C.B.Clarke
- Tradescantia villosissima Fraser ex C.B.Clarke
- Tradescantia virginica L.
- Tradescantia virginica forma albiflora Britton
- Tradescantia virginica var. drummondii C.B.Clarke
- Tradescantia virginica var. flexuosa (Raf.) S.Watson
- Tradescantia virginica var. glabra Nutt.
- Tradescantia virginica var. villosa S.Watson[4]